# ملعب البولو (عمان)
ملعب البولو Polo Stadium هو ملعب متعدد الأغراض يقع في مدينة الحسين للشباب في مدينة عمان، الأردن. يتم استخدامه حاليا في أغلب الاحيان لمباريات كرة القدم. يتسع الملعب حوالي 2000 مشجع. تم افتتاح الملعب في عام 2013، بدعم مالي من الاتحاد الدولي لكرة القدم.

## الانارة
يعاني ملعب البولو في الأردن من ضعف الإنارة، مما لا يتناسب مع حجم البطولات التي يستضيفها، مثل دوري المحترفات وبطولات غرب آسيا. وقد امتدت الانتقادات إلى خارج الأردن، حيث وصفته المنتخبات العربية بأنه غير ملائم للمباريات الليلية. يطالب اللاعبون والمدربون بتحسين الإضاءة أو نقل المباريات إلى النهار. كما أشار مسؤولون رياضيون إلى الحاجة الملحة لصيانة الملعب لتلبية المعايير الدولية.

## روابط خارجية
- ملعب البولو على باللغة العربية